# Blauw-zwarte ijsvogel
De blauw-zwarte ijsvogel (Todiramphus nigrocyaneus) is een vogel uit de familie Alcedinidae (ijsvogels).

## Verspreiding en leefgebied
Deze soort is endemisch in Nieuw-Guinea en telt drie ondersoorten:
- T. n. nigrocyaneus: van de noordwestelijke tot zuidelijk-centrale Nieuw-Guinese laaglanden en de nabijgelegen eilanden.
- T. n. quadricolor: Japen en noordelijk Nieuw-Guinea.
- T. n. stictolaemus: het zuidelijke deel van Centraal-en zuidoostelijk Nieuw-Guinea.

## Status
De grootte van de populatie is in 2016 geschat op 2500-10.000 volwassen vogels. Op de Rode lijst van de IUCN heeft deze soort de status gevoelig.